# Hrabiv, Icinea
Hrabiv (în ucraineană Грабів) este un sat în comuna Budî din raionul Icinea, regiunea Cernihiv, Ucraina.

## Demografie
Componența lingvistică a localității Hrabiv
     Ucraineană (98,9%)
     Rusă (1,1%)
Conform recensământului din 2001, majoritatea populației localității Hrabiv era vorbitoare de ucraineană (98,9%), existând în minoritate și vorbitori de rusă (1,1%).